# Ультрамариновый лори-отшельник
Ультрамариновый лори-отшельник (лат. Vini ultramarina) — птица отряда попугаеобразных.

## Внешний вид
Окрашен ярко: на голубом фоне верхней части выделяется ультрамариновая шапочка, такого же цвета широкая полоса на груди.

## Распространение
Обитает на островах Нуку-Хива и Уа-Пу (Маркизские острова).

## Образ жизни
Населяет девственные тропические и субтропические леса по склонам гор и в долинах.

## Угрозы и охрана
Общая численность, видимо, менее 400 пар. С 1936 года находятся на островах под охраной закона.